# США на летних Олимпийских играх 1988
На летних Олимпийских играх 1988 года США представляли 527 спортсменов (332 мужчины, 195 женщин). Они завоевали 36 золотых, 31 серебряную и 27 бронзовых медалей, что вывело сборную на 3-е место в неофициальном командном зачёте.

## Медалисты
| Золото |                                                                               |                                                          |             |
| №      | Спортсмены                                                                    | Вид спорта (дисциплина)                                  | Дата        |
| 1      | Джанет Эванс                                                                  | Плавание (400 метров комплексным плаванием, женщины)     | 19 сентября |
| 2      | Грег Луганис                                                                  | Прыжки в воду (трамплин, 3 метра, мужчины)               | 20 сентября |
| 3      | Мэтт Бионди Мэтт Четлински Трой Долби Дуг Гьертсен Дэн Йоргенсен Крейг Оппель | Плавание (эстафета 4×200 метров вольным стилем, мужчины) | 21 сентября |
| 4      | Мэтт Бионди                                                                   | Плавание (100 метров вольным стилем, мужчины)            | 22 сентября |
| 5      | Джанет Эванс                                                                  | Плавание (400 метров вольным стилем, женщины)            | 22 сентября |

### Золото
| Медаль | Спортсмен | Вид спорта                  | Дисциплина                                |
| ------ | --- | --------------------------- | ----------------------------------------- |
| Золото | Карл Льюис | Лёгкая атлетика             | Мужчины, 100 м                            |
| Золото | Джозеф Делоач | Лёгкая атлетика             | Мужчины, 200 м                            |
| Золото | Стив Льюис | Лёгкая атлетика             | Мужчины, 400 м                            |
| Золото | Роджер Кингдом | Лёгкая атлетика             | Мужчины, 110 м с барьерами                |
| Золото | Андре Филлипс | Лёгкая атлетика             | Мужчины, 400 м с барьерами                |
| Золото | Дэниэл Эверетт Стив Льюис Харри Рейнольдс Кевин Робинзайн | Лёгкая атлетика             | Мужчины, эстафета 4×400 м                 |
| Золото | Карл Льюис | Лёгкая атлетика             | Мужчины, прыжки в длину                   |
| Золото | Флоренс Гриффит-Джойнер | Лёгкая атлетика             | Женщины, 100 м                            |
| Золото | Флоренс Гриффит-Джойнер | Лёгкая атлетика             | Женщины, 200 м                            |
| Золото | Флоренс Гриффит-Джойнер Эвелин Эшфорд Элис Браун Шейла Эчолс | Лёгкая атлетика             | Женщины, эстафета 4×100 м                 |
| Золото | Джеки Джойнер-Керси | Лёгкая атлетика             | Женщины, прыжки в длину                   |
| Золото | Луиза Риттер | Лёгкая атлетика             | Женщины, прыжки в высоту                  |
| Золото | Джеки Джойнер-Керси | Лёгкая атлетика             | Женщины, семиборье                        |
| Золото | Синди Браун Вики Баллетт Синтия Купер Энн Донован Тереза Эдвардс Кэми Этридж Дженнифер Гиллом Бриджетт Гордон Андреа Ллойд Катрина Макклейн Сьюзи Макконнелл Тереза Уизерспун | Баскетбол                   | Женщины                                   |
| Золото | Кеннеди Маккинни | Бокс                        | Мужчины, до 54 кг                         |
| Золото | Эндрю Мейнард | Бокс                        | Мужчины, до 81 кг                         |
| Золото | Рэй Мерсер | Бокс                        | Мужчины, до 91 кг                         |
| Золото | Крейг Бак Карч Кирай Риччи Лайтис Дуглас Пати Джон Рут Дэйв Сандерс Эрик Сато Джефф Сторк Трой Таннер Стив Тиммонс Скотт Форчун Роберт Ствртлик Тренер — Марвин Данфи         | Волейбол                    | Мужчины                                   |
| Золото | Джон Смит | Вольная борьба              | Мужчины, до 62 кг                         |
| Золото | Кенни Мондэй | Вольная борьба              | Мужчины, до 74 кг                         |
| Золото | Грег Бартон | Гребля на байдарках и каноэ | Мужчины, байдарка-одиночка, 1000 м        |
| Золото | Грег Бартон Норман Беллингем | Гребля на байдарках и каноэ | Мужчины, байдарка-двойка, 1000 м          |
| Золото | Аллисон Джолли Линн Джоуэлл | Парусный спорт              | Женщины, класс «470»                      |
| Золото | Мэттью Бионди | Плавание                    | Мужчины, 50 м вольным стилем              |
| Золото | Мэттью Бионди | Плавание                    | Мужчины, 100 м вольным стилем             |
| Золото | Мэттью Бионди Кристофер Джэкобс Трой Долби Томас Джэгер | Плавание                    | Мужчины, эстафета 4×100 м вольным стилем  |
| Золото | Мэттью Бионди Мэттью Цетлински Трой Долби Дуглас Гьертсен | Плавание                    | Мужчины, эстафета 4×200 м вольным стилем  |
| Золото | Мэттью Бионди Кристофер Джэкобс Дэвид Беркофф Ричард Шрёдер | Плавание                    | Мужчины, эстафета 4×100 м комбинированная |
| Золото | Джанет Эванс | Плавание                    | Женщины, 400 м вольным стилем             |
| Золото | Джанет Эванс | Плавание                    | Женщины, 800 м вольным стилем             |
| Золото | Джанет Эванс | Плавание                    | Женщины, 400 м комплексным плаванием      |
| Золото | Грегори Луганис | Прыжки в воду               | Мужчины, трамплин 3 м                     |
| Золото | Грегори Луганис | Прыжки в воду               | Мужчины, вышка 10 м                       |
| Золото | Джей Баррс | Стрельба из лука            | Мужчины, личное первенство                |
| Золото | Кеннет Флэк Роберт Сегусо | Теннис                      | Мужчины, парный разряд                    |
| Золото | Зина Гаррисон Памела Шрайвер | Теннис                      | Женщины, парный разряд                    |

### Серебро
| Медаль  | Спортсмен | Вид спорта           | Дисциплина                                |
| ------- | --- | -------------------- | ----------------------------------------- |
| Серебро | Карл Льюис | Лёгкая атлетика      | Мужчины, 200 м                            |
| Серебро | Харри рейнольдс | Лёгкая атлетика      | Мужчины, 400 м                            |
| Серебро | Майкл Пауэлл | Лёгкая атлетика      | Мужчины, прыжки в длину                   |
| Серебро | Холлис Конвей | Лёгкая атлетика      | Мужчины, прыжки в высоту                  |
| Серебро | Рэндольф Барнс | Лёгкая атлетика      | Мужчины, толкание ядра                    |
| Серебро | Эвелин Эшфорд | Лёгкая атлетика      | Женщины, 100 м                            |
| Серебро | Валери Бриско-Хукс Флоренс Гриффит-Джойнер Денин Ховард Дайан Диксон | Лёгкая атлетика      | Женщины, эстафета 4×400 м                 |
| Серебро | Рауль Родригес Томас Борер Ричард Кеннелли Дэвид Крмпотич | Академическая гребля | Мужчины, четвёрки распашные без рулевого  |
| Серебро | Энн Марден | Академическая гребля | Женщины, одиночки                         |
| Серебро | Майкл Карбахаль | Бокс                 | Мужчины, до 48 кг                         |
| Серебро | Рой Джонс | Бокс                 | Мужчины, до 71 кг                         |
| Серебро | Риддик Боу | Бокс                 | Мужчины, свыше 91 кг                      |
| Серебро | Джеймс Бергесон Грегори Бойер Петер Кэмпбелл Джеффри Кэмпбелл Джоди Кэмпбелл Кристофер Даплэнти Майкл Эванс Дуглас Кимбелл Крэйг Класс Алан Мучавар Кевин Робертсон Терри Шрёдер Крейг Уилсон | Водное поло          | Мужчины                                   |
| Серебро | Брюс Баумгартнер | Вольная борьба       | Мужчины, до 130 кг                        |
| Серебро | Кевин Асано | Дзюдо                | Мужчины, до 60 кг                         |
| Серебро | Грег Бест | Конный спорт         | Конкур, личное первенство                 |
| Серебро | Грег Бест Лиза Энн Джакуин Анне Курсински Джозеф Фаргис | Конный спорт         | Конкур, командное первенство              |
| Серебро | Джон Костецки Уильям Бэйлис Роберт Биллингхэм | Парусный спорт       | Класс «Солинг»                            |
| Серебро | Марк Рейнольдс Харольд Хэнел | Парусный спорт       | Класс «Звёздный»                          |
| Серебро | Томас Джэгер | Плавание             | Мужчины, 50 м вольным стилем              |
| Серебро | Кристофер Джэкобс | Плавание             | Мужчины, 100 м вольным стилем             |
| Серебро | Мэттью Бионди | Плавание             | Мужчины, 100 м баттерфляем                |
| Серебро | Дэвид Беркофф | Плавание             | Мужчины, 100 м на спине                   |
| Серебро | Дэвид Уортон | Плавание             | Мужчины, 400 м комплексным плаванием      |
| Серебро | Элизабет Барр Трэси Макфарлэйн Джанел Джоргенсен Мэри Уэйт | Плавание             | Женщины, эстафета 4×100 м комбинированная |
| Серебро | Мишель Митчелл | Прыжки в воду        | Женщины, вышка 10 м                       |
| Серебро | Трейси Руис-Конфорто | Синхронное плавание  | Женщины, соло                             |
| Серебро | Карен Джозефсон Сара Джозефсон | Синхронное плавание  | Женщины, дуэт                             |
| Серебро | Эрих Булджунг | Стрельба             | Мужчины, пневматический пистолет, 10 м    |
| Серебро | Джей Баррс Ричард Маккини Даррелл Пейс | Стрельба из лука     | Мужчины, командное первенство             |
| Серебро | Тим Майотт | Теннис               | Мужчины, одиночный разряд                 |

### Бронза
| Медаль | Спортсмен | Вид спорта            | Дисциплина                               |
| ------ | --- | --------------------- | ---------------------------------------- |
| Бронза | Кэлвин Смит | Лёгкая атлетика       | Мужчины, 100 м                           |
| Бронза | Дэниэл Эверетт | Лёгкая атлетика       | Мужчины, 400 м                           |
| Бронза | Энтони Кэмпбелл | Лёгкая атлетика       | Мужчины, 110 м с барьерами               |
| Бронза | Эдвин Мозес | Лёгкая атлетика       | Мужчины, 400 м с барьерами               |
| Бронза | Ларри Мирикс | Лёгкая атлетика       | Мужчины, прыжки в длину                  |
| Бронза | Ким Галлахер | Лёгкая атлетика       | Женщины, 800 м                           |
| Бронза | Майк Тети Джонатан Смит Тед Паттон Джек Рашер Питер Норделл Джеффри Маклафлин Даг Бёрден Джон Пескаторе Сет Бауэр                                                                  | Академическая гребля  | Мужчины, восьмёрки                       |
| Бронза | Уилли Андерсон Стэйси Огмон Чарльз Смит IV Бимбо Коулз Джефф Грэйер Херси Хокинс-младший Дэниэл Марли Дэниэл Мэннинг Херман Рейд-младший Митчелл Ричмонд Дэвид Робинсон Чарлз Смит | Баскетбол             | Мужчины                                  |
| Бронза | Ромаллис Эллис | Бокс                  | Мужчины, до 60 кг                        |
| Бронза | Кеннет Гулд | Бокс                  | Мужчины, до 67 кг                        |
| Бронза | Конни Параскевин | Велоспорт             | Женщины, спринт                          |
| Бронза | Нейт Карр | Вольная борьба        | Мужчины, до 68 кг                        |
| Бронза | Уильям Шерр | Вольная борьба        | Мужчины, до 100 кг                       |
| Бронза | Деннис Козловски | Греко-римская борьба  | Мужчины, до 100 кг                       |
| Бронза | Фиби Миллс | Спортивная гимнастика | Женщины, бревно                          |
| Бронза | Майк Суэйн | Дзюдо                 | Мужчины, до 71 кг                        |
| Бронза | Майкл Гебхардт | Парусный спорт        | Мужчины, парусная доска                  |
| Бронза | Джон Шедден Чарльз Макки | Парусный спорт        | Мужчины, класс «470»                     |
| Бронза | Мэттью Бионди | Плавание              | Мужчины, 200 м вольным стилем            |
| Бронза | Джилл Стеркел | Плавание              | Женщины, 50 м вольным стилем             |
| Бронза | Мэри Мигер | Плавание              | Женщины, 200 м баттерфляем               |
| Бронза | Мэри Уэйт Митзи Кремер Лаура Уолкер Дара Торрес | Плавание              | Женщины, эстафета 4×100 м вольным стилем |
| Бронза | Келли Маккормик | Прыжки в воду         | Женщины, трамплин 3 м                    |
| Бронза | Венди Уильямс | Прыжки в воду         | Женщины, вышка 10 м                      |
| Бронза | Дебора Окс Дениз Паркер Мелани Скиллмен | Стрельба из лука      | Женщины, командное первенство            |
| Бронза | Брэд Гилберт | Теннис                | Мужчины, одиночный разряд                |
| Бронза | Зина Гаррисон | Теннис                | Женщины, одиночный разряд                |

## Результаты соревнований

### Академическая гребля
В следующий раунд из каждого заезда проходили несколько лучших экипажей (в зависимости от дисциплины). В финал A выходили 6 сильнейших экипажей, ещё 6 экипажей, выбывших в полуфинале, распределяли места в малом финале B
Мужчины
| Соревнование | Спортсмены                | Предварительный заезд | Предварительный заезд | Предварительный заезд | Отборочный заезд | Отборочный заезд | Отборочный заезд | Полуфинал | Полуфинал | Полуфинал | Финал   | Финал   | Итоговое место |
| Соревнование | Спортсмены                | Заезд                 | Время                 | Место                 | Заезд            | Время            | Место            | Заезд     | Время     | Место     | Время   | Место   | Итоговое место |
| ------------ | ------------------------- | --------------------- | --------------------- | --------------------- | ---------------- | ---------------- | ---------------- | --------- | --------- | --------- | ------- | ------- | -------------- |
| одиночки     | Эндрю Саддат              | 1                     | 7:05,61               | 2                     | 4                | 7:05,52          | 1 Q              | 1         | 6:59,70   | 2 QA      | Финал A | Финал A | 6              |
| одиночки     | Эндрю Саддат              | 1                     | 7:05,61               | 2                     | 4                | 7:05,52          | 1 Q              | 1         | 6:59,70   | 2 QA      | 7:11,45 | 6       | 6              |
| двойки       | Курт Баускбак Эдвард Айвз | 1                     | 6:40,15               | 3                     | 1                | 7:04,99          | 3 Q              | 2         | 6:50,47   | 5 QB      | Финал B | Финал B | 9              |
| двойки       | Курт Баускбак Эдвард Айвз | 1                     | 6:40,15               | 3                     | 1                | 7:04,99          | 3 Q              | 2         | 6:50,47   | 5 QB      | 7:26,65 | 3       | 9              |

### Водное поло

#### Мужчины
| Состав мужской сборной США по водному поло |                 |         |               |                              |      |      |
| Номер                                      | Имя             | Позиция | Дата рождения | Клуб                         | Игры | Голы |
| 1                                          | Крейг Уилсон    | Вратарь | 05.02.1957    | Флаг США                     | 7    | -56  |
| 2                                          | Кевин Робертсон |         | 02.02.1959    | Калифорния Голден Бирс       | 7    | 8    |
| 3                                          | Джеймс Бергесон |         | 21.03.1961    | Флаг США                     | 7    | 9    |
| 4                                          | Питер Кэмпбелл  |         | 21.05.1960    | Флаг США                     | 7    | 9    |
| 5                                          | Дуг Кимбелл     |         | 22.06.1960    | Флаг США                     | 7    | 2    |
| 6                                          | Крейг Класс     |         | 20.06.1965    | Флаг США                     | 7    | 2    |
| 7                                          | Алан Мучавар    |         | 03.08.1960    | Флаг США                     | 7    | 4    |
| 8                                          | Джефф Кэмпбелл  |         | 02.10.1962    | Флаг США                     | 7    | 1    |
| 9                                          | Грег Бойер      |         | 05.02.1958    | Флаг США                     | 7    | 4    |
| 10                                         | Терри Шрёдер    |         | 09.10.1958    | Флаг США                     | 7    | 10   |
| 11                                         | Джоди Кэмпбелл  |         | 04.03.1960    | Флаг США                     | 7    | 12   |
| 12                                         | Крис Дюпленти   |         | 21.10.1965    | Ньюпорт Ватер Поло Фаундейшн | 7    | 0    |
| 13                                         | Майкл Эванс     |         | 26.03.1960    | Флаг США                     | 7    | 10   |
| Главный тренер: Билл Барнетт               |                 |         |               |                              |      |      |

Результаты
Группа B
| Место | Команда   | И | В | Н | П | МЗ | МП | МР  | Очки |
| ----- | --------- | - | - | - | - | -- | -- | --- | ---- |
| 1     | США       | 5 | 4 | 0 | 1 | 56 | 40 | +16 | 8    |
| 2     | Югославия | 5 | 4 | 0 | 1 | 60 | 38 | +22 | 8    |
| 3     | Испания   | 5 | 3 | 1 | 1 | 48 | 38 | +10 | 7    |
| 4     | Венгрия   | 5 | 2 | 1 | 2 | 50 | 43 | +7  | 5    |
| 5     | Греция    | 5 | 1 | 0 | 4 | 45 | 66 | -21 | 2    |
| 6     | Китай     | 5 | 0 | 0 | 5 | 34 | 68 | -34 | 0    |

| 21 сентября 1988 | США                                                                                              | 7:6  | Югославия                                                        | Сеул Судьи: Эрнани Паджи, Карл-Хайнц Полльман |
| 21 сентября 1988 | Счёт по четвертям: 1:1, 1:1, 2:2, 3:2                                                            |      |                                                                  | Сеул Судьи: Эрнани Паджи, Карл-Хайнц Полльман |
| 21 сентября 1988 | Майкл Эванс — 2 Кевин Робертсон, Джеймс Бергесон, Алан Мучавар, Терри Шрёдер, Джоди Кэмпбелл — 1 | Голы | 2 — Дени Лусич, Драган Андрич 1 — Дубравко Сименц, Мирко Вичевич | Сеул Судьи: Эрнани Паджи, Карл-Хайнц Полльман |

| 22 сентября 1988 | США                                                                        | 7:9  | Испания                                                                           | Сеул Судьи: Юрген Блан Пьетро Ди Стефано |
| 22 сентября 1988 | Счёт по четвертям: 1:3, 1:0, 2:3, 3:3                                      |      |                                                                                   | Сеул Судьи: Юрген Блан Пьетро Ди Стефано |
| 22 сентября 1988 | Джеймс Бергесон — 3 Джордж Кэмпбелл — 2 Джефри Кэмпбелл, Грегори Бойер — 1 | Голы | 3 — Педро Гарсия 2 — Мануэль Эстиарте, Сальвадор Гомес 1 — Жорди Санс, Хорхе Пайя | Сеул Судьи: Юрген Блан Пьетро Ди Стефано |

| 23 сентября 1988 | США                                                                                              | 14:7 | Китай                                                                | Лос-Анджелес Судьи: Ришар Папазьян, Пьетро ди Стефано |
| 23 сентября 1988 | Счёт по четвертям: 4:3, 4:3, 3:1, 3:0                                                            |      |                                                                      | Лос-Анджелес Судьи: Ришар Папазьян, Пьетро ди Стефано |
| 23 сентября 1988 | Терри Шрёдер — 4 Майкл Эванс, Джоди Кэмпбелл — 3 Питер Кэмпбелл — 2 Дуг Кимбелл, Крейг Класс — 1 | Голы | 2 — Хуан Лун 1 — Ян Юн, Цуй Сипин, Ли Цзяньсюн, Вэнь Фань, Цай Шэнлю | Лос-Анджелес Судьи: Ришар Папазьян, Пьетро ди Стефано |

| 26 сентября 1988 | США | 18:9 | Греция | Сеул Судьи: Юрген Блан, Эрнани Паджи |
| 26 сентября 1988 | Счёт по четвертям: 5:3, 5:1, 4:4, 4:1 |      | | Сеул Судьи: Юрген Блан, Эрнани Паджи |
| 26 сентября 1988 | Джоди Кэмпбелл — 4 Джеймс Бергесон, Алан Мучавар — 3 Питер Кэмпбелл, Кевин Робертсон — 2 Крейг Класс, Грегори Бойер, Терри Шрёдер, Майкл Эванс — 1 | Голы | 2 — Эпаминондас Самарцидис, Кирьякос Яннопулос, Арис Кефалояннис, Андониос Аронис 1 — Николаос Венетопулос | Сеул Судьи: Юрген Блан, Эрнани Паджи |

| 27 сентября 1988 | США                                                                                                | 10:9 | Венгрия                                                                                     | Сеул Судьи: Фред ван Дорп, Джон Уайтхаус |
| 27 сентября 1988 | Счёт по четвертям: 2:1, 1:2, 2:3, 5:3                                                              |      |                                                                                             | Сеул Судьи: Фред ван Дорп, Джон Уайтхаус |
| 27 сентября 1988 | Кевин Робертсон, Терри Шрёдер, Джоди Кэмпбелл, Майкл Эванс — 2 Джеймс Бергесон, Питер Кэмпбелл — 1 | Голы | 3 — Андраш Дьёндьёши 2 — Жолт Петровари 1 — Габор Шмидт, Тибор Кестейи, Ласло Тот, Имре Тот | Сеул Судьи: Фред ван Дорп, Джон Уайтхаус |

1/2 финала
| 30 сентября 1988 | США                                                                                           | 8:7  | СССР                                                                        | Сеул Судьи: Эухенио Асенсио, Джон Уайтхаус |
| 30 сентября 1988 | Счёт по четвертям: 1:1, 3:2, 3:2, 1:2                                                         |      |                                                                             | Сеул Судьи: Эухенио Асенсио, Джон Уайтхаус |
| 30 сентября 1988 | Питер Кэмпбелл, Кевин Робертсон — 2 Дуг Кимбелл, Грегори Бойер, Терри Шрёдер, Майкл Эванс — 1 | Голы | 3 — Сергей Котенко 2 — Евгений Гришин 1 — Дмитрий Апанасенко, Михаил Иванов | Сеул Судьи: Эухенио Асенсио, Джон Уайтхаус |

Финал
| 1 октября 1988 | США                                                                                               | 7:9 (по пен. 1:3) | Югославия                                                                                   | Сеул Судьи: Джон Уайтхаус, Эухенио Асенсио |
| 1 октября 1988 | Счёт по четвертям: 2:1, 2:1, 1:3, 1:1                                                             |                   |                                                                                             | Сеул Судьи: Джон Уайтхаус, Эухенио Асенсио |
| 1 октября 1988 | Джоди Кэмпбелл — 2 Кевин Робертсон, Джеймс Бергесон, Грегори Бойер, Терри Шрёдер, Майкл Эванс — 1 | Голы              | 2 — Драган Андрич, Игор Гочанин, Игор Миланович 1 — Дени Лусич, Перица Букич, Веселин Дьюхо | Сеул Судьи: Джон Уайтхаус, Эухенио Асенсио |

Итог: -е место

## Стрельба из лука
Мужчины
| Спортсмен | Дисциплина | Квалификация | Квалификация | 1/8 финала | 1/8 финала | 1/4 финала | 1/4 финала | Полуфинал | Полуфинал | Финал | Финал |
| Спортсмен | Дисциплина | Очки         | Место        | Очки       | Место      | Очки       | Место      | Очки      | Место     | Очки  | Место |
| --------- | ---------- | ------------ | ------------ | ---------- | ---------- | ---------- | ---------- | --------- | --------- | ----- | ----- |